# دین راسک
 دین راسک (انگلیسی: Dean Rusk؛ ۹ فوریهٔ ۱۹۰۹ – ۲۰ دسامبر ۱۹۹۴) یک سیاست‌مدار و پنجاه و چهارمین وزیر امور خارجه ایالات متحده آمریکا بود.